# Glory Road (Gillan)
| Recensione                                       | Giudizio               |
| ------------------------------------------------ | ---------------------- |
| Allmusic                                         | [ 2 ]                  |
| Martin Popoff's Collector's Guide to Heavy Metal | (Glory Road)           |
| Martin Popoff's Collector's Guide to Heavy Metal | (For Gillan Fans Only) |

Glory Road è il terzo album in studio del gruppo rock britannico Gillan, pubblicato nell'ottobre del 1980. L'album raggiunse il #3 nelle classifiche inglesi.

## Tracce
La versione statunitense possiede una scaletta con un ordine leggermente differente ed include "Your Mother Was Right" al posto di "Sleeping on the Job". La canzone "Unchain Your Brain" è stata ri-registrata e ripubblicata nell'album di Ian Gillan del 2006, Gillan's Inn.
Glory Road fu rilasciato nel Regno Unito anche come edizione limitata a doppio LP e conteneva l'LP gratuito For Gillan Fans Only. Quando Glory Road fu pubblicato su CD, la maggior parte delle canzoni di For Gillan Fans Only fu inclusa su disco come bonus track. Ciononostante, "Higher and Higher", "Egg Timer" (una parodia della canzone dei Samson "Vice Versa" dal disco Head On) and "Harry Lime Theme" furono pubblicate solo nella versione a doppio CD rimasterizzata del 2007, uscita per la Edsel Records. Questa ultima pubblicazione conteneva anche dei commenti a posteriori di Gillan e l'artwork originale, oltre alle immagini delle copertine dei vari singoli. Una versione differente di  "Trying to Get to You" è presente nel disco di Ian Gillan  Cherkazoo and Other Stories.

### Glory Road
Lato 1
1. Unchain Your Brain – 3:11
2. Are You Sure? – 4:05
3. Time And Again – 5:05
4. No Easy Way – 6:34
5. Sleeping on the Job – 3:11

Lato 2
1. On The Rocks – 6:39
2. If You Believe Me – 7:33
3. Running, White Face, City Boy – 3:11
4. Nervous – 3:44

### For Gillan Fans Only
Lato 1
1. "Higher and Higher" – 3:42
2. "Your Mother Was Right" (Gillan, Towns) – 7:23
3. "Redwatch" (Tormé, Underwood) – 3:42
4. "Abbey of Thelema" (Gillan, Towns) – 6:06
5. "Trying to Get to You" (Rose Marie McCoy, Charles Singleton) – 3:17

Lato 2
1. "Come Tomorrow" (McCoy, Tormé) – 2:52
2. "Dragon's Tongue" (Towns) – 5:32
3. "Post-Fade Brain Damage" – 6:03
4. "Egg Timer (Vice Versa)" (Paul Samson, Thunderstick, Chris Aylmer, Bruce Bruce) – 7:11
5. "Harry Lime Theme" (Anton Karas) – 9:27

## Edizione del 1989
Nel 1989 l'album fu ripubblicato in CD per l'etichetta Virgin, con alcune tracce tratte da For Gillan Fans Only.
1. "Unchain Your Brain" – 3:11
2. "Are You Sure?" – 4:05
3. "Time and Again" – 5:05
4. "No Easy Way" – 6:34
5. "Sleeping on the Job" – 3:11
6. "On the Rocks" – 6:39
7. "If You Believe Me" – 7:33
8. "Running, White Face, City Boy" – 3:11
9. "Nervous" – 3:44
10. "Your Mother Was Right" – 7:23
11. "Redwatch" – 3:42
12. "Abbey of Thelema" – 6:06
13. "Trying to Get to You" – 3:17
14. "Come Tomorrow" – 2:52
15. "Dragon's Tongue" – 5:32
16. "Post-Fade Brain Damage" – 6:03

- Durata totale: 78:23

## Edizione del 2007
Nel 2007 il doppio album da 19 tracce fu ripubblicato in un formato da 2 CD per l'etichetta Edsen. Il CD For Gillan Fans Only contiene due bonus track:
1. "Handles on Her Hips" – 2:09
2. "I Might As Well Go Home (Mystic)" (Gillan, Towns) – 2:19

## Formazione
- Ian Gillan – voce, armonica
- Colin Towns – tastiera, flauto, voce
- John McCoy – basso
- Bernie Tormé – chitarra
- Mick Underwood – batteria

## Classifiche

### Album
| Anno | Classifica         | Posizione |
| ---- | ------------------ | --------- |
| 1980 | UK Albums Chart    | 3         |
| 1980 | Billboard 200 (US) | 183       |

### Singoli
| Anno | Titolo                | Classifica       | Posizione |
| ---- | --------------------- | ---------------- | --------- |
| 1980 | "Sleeping on the Job" | UK Singles Chart | 55        |